# Rossatz
Rossatz ist eine Ortschaft und eine Katastralgemeinde der Marktgemeinde Rossatz-Arnsdorf im Bezirk Krems-Land in Niederösterreich. Die Ortschaft hat 353 Einwohner (1. Jänner 2024).

## Geografie
Der Marktort befindet sich auf einer Schwemmebene am rechten Ufer der Donau. Durch den Ort führt die Aggsteiner Straße.

## Geschichte
Erste Siedlungsspuren verweisen auf das Neolithikum, dann auf die Latènezeit und auf die Römer. Im Rossatzer Wald befindet sich eine Gruppe römischer Hügelgräber aus dem 1./2. Jahrhundert nach Christus. König Ludwig der Deutsche beschenkt das Erzstift Salzburg mit zahlreichen Landgütern, darunter einen Hof bei Arnsdorf.
In den Jahren 985 und 991 wird erstmals ein Rosseza als Besitz des Benediktinerstiftes Metten genannt. Als Vögte von Metten erlangten später die Babenberger die Oberhoheit über Rossatz, der Ort wurde aber als Lehen an die Kuenringer in Dürnstein übergeben. Nach zahlreichen Besitzerwechseln wurden die ehemaligen Herrschaftsgründe 1859 der Guts- und Waldgenossenschaft Rossatz übergeben, einer der ältesten und bedeutendsten Agrargemeinschaften Niederösterreichs. Um 1300 wurde die Pfarre Rossatz gegründet und 1462 der Ort zum Markt erhoben.
Den Erwerb bestritt man stets mit dem Weinbau, wobei anfangs zahlreiche Pfarren und Stifte und sogar bayrische Klöster hier Weingüter besaßen. Ein weiterer Erwerbszweig war die Flößerei und Schifferei, denn der Ort besaß ein altes Urfahrrecht, womit er eine wichtige Zwischenstation für Reisende darstellte.
Laut Adressbuch von Österreich waren im Jahr 1938 in der Marktgemeinde Rossatz ein Arzt, ein Bäcker, ein Binder, ein Fleischer, ein Friseur, sechs Gastwirte, drei Gemischtwarenhändler, ein Korbflechter, der akademische Maler Siegfried Stoitzner, zwei Maurermeister, ein Schneider und zwei Schneiderinnen, zwei Schuster, ein Fährbetrieb, ein Weinsensal und eine Guts- und Waldgenossenschaft ansässig. Zudem gab es im Ort ein Hotel und eine Pension.

## Öffentliche Einrichtungen
In Rossatz befindet sich ein Kindergarten.

## Sehenswürdigkeiten
- Pfarrkirche hl. Jakob d. Ä. in Rossatz: Ein Sakralbau mit einem dreischiffigen basilikalen Langhaus, das im Kern spätromanisch ist (1. Viertel des 14. Jahrhunderts) und einem mächtigen, vorgestellten gotischen Westturm.

## Persönlichkeiten
- Berthold Sternegger (1713–1793), Abt des Stiftes St. Lambrecht, wurde hier geboren

## Trivia
In Rossatz wird die Starnacht aus der Wachau produziert: Seit 2012 findet hier jedes Jahr die TV-Show Starnacht aus der Wachau gegenüber Stift und Ruine Dürnstein mit nationalen und internationalen Künstlern aus Schlager, Pop, Rock uvm. statt. Gastgeber sind seit 2015 Alfons Haider und Barbara Schöneberger.
2018 war das Weingut Flößerei in Rossatz Schauplatz der politischen ORF-Sommergespräche (moderiert von Nadja Bernhard und Hans Bürger) mit den Parteichefs der im Parlament vertretenen Fraktionen.